# Струве 2398
Струве 2398 (лат. Struve 2398) или Глизе 725 — двойная звезда в созвездии Дракона. Находится на расстоянии ок. 11,4 св. лет (3,5 пк) от Солнца.

## Характеристики
Оба компонента звёздной системы обращаются вокруг общего центра масс на расстоянии 42 а.е. (10,50") друг от друга за 294,7 года. Первым, кто определил данную систему как двойную (1832 год), был выдающийся русский астроном Василий Яковлевич Струве. Название звезды является её номером в каталоге двойных звёзд, составленном Струве.

### Струве 2398 A
Данная звезда, скорее всего, является красным карликом спектрального класса M3,0 V, хотя в некоторых каталогах указывается класс K5. В «Каталоге карликовых М-звёзд, определённых с помощью спектрометрического анализа» (англ. Dwarf M Stars Found Spectrophotometrically) Александра Высоцкого имеет обозначение Vyssotsky 184. Масса звезды составляет около 36 % массы Солнца и 55 % его диаметра. Звезда имеет такую малую светимость, что обитаемая зона вокруг неё находится на расстоянии 0,17 а.е.

### Струве 2398 B
Эта звезда тоже представляет собой красный карлик со спектральным классом M3,5 V (в некоторых каталогах тоже указывается класс К5) массой 0,3 массы Солнца. Звезда отличается от своего компаньона тем, что является вспыхивающей переменной, то есть спонтанно увеличивает свою светимость.

## Планетарная система
В 2016 году на орбите вокруг компонента B был обнаружен кандидат в планеты земного размера с использованием метода лучевых скоростей.
В 2024 году на орбите компонента А также была найдена суперземля на более широкой орбите. Таким образом, система GJ 725 стала шестой (после Kepler-132, Kepler-449, HD 133131, K2-266 и HD 80606/80607) широкой двойной, в которой оба компонента имеют экзопланеты, и ближайшей из таких систем.

## Ближайшее окружение звезды
Следующие звёздные системы находятся на расстоянии в пределах 10 световых лет от Струве 2398:
| Звезда           | Спектральный класс  | Расстояние, св. лет |
| BD+68 946        | M3,0 V              | 4,2                 |
| V1581 Лебедя ABC | M5,5 Ve / M6 / M5,5 | 5,8                 |
| 61 Лебедя AB     | K5 Ve / K7 Ve       | 6,1                 |
| Крюгер 60 AB     | M3 V / M4V          | 6,2                 |
| σ Дракона        | K0 V                | 7,9                 |
| LP 44-113        | DXP9 VII            | 9,2                 |
| Звезда Барнарда  | M3,8 V              | 9,5                 |
| HIP 85605        | ?                   | 9,8                 |
| Грумбридж 34 AB  | M1,3 V / M3,8 Ve    | 9,9                 |

## В культуре
- Звезда и колонизируемая землянами планета Аэлла в её системе упоминаются в научно-фантастическом рассказе Валентины Журавлёвой «Орлёнок».